# Cap de la Creu (Foradada)
El Cap de la Creu és una muntanya de 430 metres que es troba al municipi de Foradada, a la comarca catalana de la Noguera.